# Godefried De Vocht
Godefried (Godfried) De Vocht (Arendonk, 17 maart 1908 - Antwerpen, 23 oktober 1985) was een Belgisch professioneel wielrenner.
Al in 1929 deed hij van zich spreken toen hij Belgisch kampioen wielrennen in de categorie "op de weg, voor militairen" werd. In de jaren 1930 t/m 1932 was hij professional. In 1930 werd hij Belgisch kampioen wielrennen in de categorie "op de weg, bij de Onafhankelijken". In dat jaar waarin hij voor een onbekende ploeg reed, won hij de Nationale Sluitingsprijs.
In 1931 reed hij in Franse dienst bij Génial Lucifer. Dat jaar werd hij ook Nationaal Kampioen Cyclocross bij de Elite.
Zowel in 1931 als in 1932 won hij de Scheldeprijs. Eind 1931 won hij de GP Dr. Eugeen Roggeman. In 1932 reed hij voor Génial Lucifer - Hutchinson. Door een valpartij kwam er dat jaar een einde aan zijn loopbaan.